# Sávio
Sávio Bortolini Pimentel, noto come Sávio (Vila Velha, 9 gennaio 1974), è un ex calciatore brasiliano, di ruolo attaccante.
Possiede il passaporto francese.

## Carriera

### Club
Cresciuto calcisticamente nel Flamengo dove vince i suoi primi titoli, ha poi un'esperienza importante raggiungendo subito l'apice della propria carriera giocando nel Real Madrid, con il quale trascorre 5 stagioni. Con i blancos vince un campionato spagnolo (2000-2001), una supercoppa di Spagna (2001), 3 Champions League (1997-98, 1999-00 e 2001-02) e anche una Coppa intercontinentale (1998).
Nel 2002-2003 viene prestato al Bordeaux in Francia.
Dal 2003 al 2006 gioca per il Real Saragozza vince una coppa di Spagna (2003-04) e una Supercoppa di Spagna (2004).
Nel 2006 torna per una breve parentesi al Flamengo e nel 2007 gioca per il Real Sociedad. Nel 2007-2008 invece si trasferisce al Levante.
Negli ultimi anni di carriera gioca per la Associação Desportiva Ferroviária (2008), poi per l'Anorthosis (2008-2009) ed infine nel gennaio 2010 è rientrato definitivamente in patria nelle file dell'Avaí Futebol Clube dove conclude la sua carriera.

### Nazionale
Ha giocato per la nazionale brasiliana dal 1994 al 2000 partecipando e vincendo un argento nella Coppa America 1995, un argento alla CONCACAF Gold Cup 1996 e un bronzo alle Olimpiadi di Atlanta 1996.

## Palmarès

### Club

#### Competizioni statali
- Taça Guanabara: 2

Flamengo: 1995, 1996
- Campionato Carioca: 1

Flamengo: 1996
- Taça Rio: 1

Flamengo: 1996

#### Competizioni nazionali
- Campionato brasiliano: 1

Flamengo: 1992
- Campionato spagnolo: 1

Real Madrid: 2000-2001
- Supercoppa di Spagna: 2

Real Madrid: 2001
Real Saragozza: 2004
- Coppa di Spagna: 1

Real Saragozza: 2003-2004

#### Competizioni internazionali
- Copa de Oro: 1

Flamengo: 1996
- UEFA Champions League: 3

Real Madrid: 1997-1998, 1999-2000, 2001-2002
- Coppa Intercontinentale: 1

Real Madrid: 1998

### Nazionale
- Bronzo olimpico: 1

Atlanta 1996

### Individuale
- Capocannoniere della Copa de Oro: 1

1996 (3 gol)